# Don Boscokerk (Buizingen)

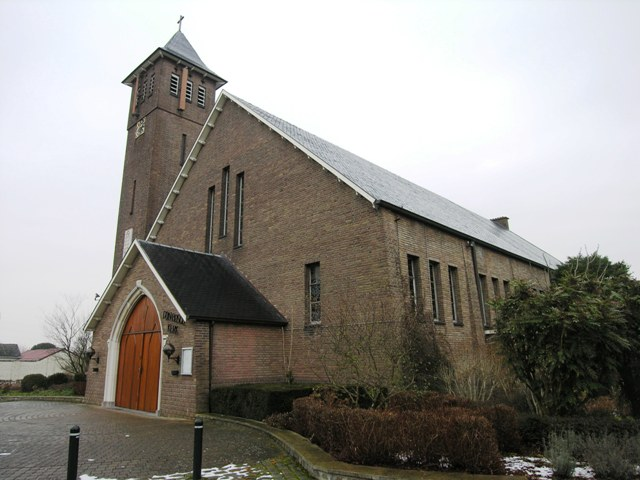
Don Boscokerk

De Don Boscokerk is een parochiekerk in de tot de Vlaams-Brabantse gemeente Halle behorende plaats Buizingen, gelegen aan de Alsembergsesteenweg 130.
Het betreft een zaalkerk met een wijde overspanning en een naast gebouwde vierkante klokkentoren. De ruimte tussen de betonnen spanten is opgevuld met baksteen.
In de kerk vindt men een aantal kunstwerken zoals een roodkoperen halfreliëf: Jezus, Petrus en de vissersboot. De kruiswegstaties zijn uitgevoerd in terracotta en vervaardigd door Camiel Colruyt in 1960.
De kerk werd ingewijd in 1951. Het betreft een vooruitstrevende parochie. Na het vertrek van Rik Devillé in 2009 deed ze het zonder priester en waren het de leden van de kerkgemeenschap (mannen en vrouwen) die afwisselend voorgingen. De parochie wilde het statuut van labo-kerk krijgen, maar is in 2024 uit de katholieke kerk gezet en ging verder als zelfstandige geloofsgemeenschap.